# Private cloud
Een private cloud is een subcategorie van cloudcomputing die specifiek is ontworpen voor de vereisten en doelstellingen van één organisatie, in tegenstelling tot een public cloud, die zich richt op meerdere entiteiten.
Het biedt vergelijkbare voordelen als openbare cloudsystemen, zoals zelf beheren en schaalbaarheid, maar doet dit via een eigen omgeving.

## Beschrijving
Een private cloud vormt een onderscheidend model van cloudcomputing dat een veilige en afzonderlijke cloudomgeving faciliteert waarvan alleen de beoogde klant gebruik kan maken. Deze kan fysiek worden gehuisvest in het interne datacenter van de organisatie of worden beheerd door een externe leverancier. In een private cloud worden de infrastructuur en diensten altijd ondersteund op een privénetwerk, en zijn zowel de hardware als de software uitsluitend bestemd voor één organisatie.
Het concept van de infrastructuur van een private cloud begon vorm te krijgen rond het midden van de jaren nul, samenvallend met de opkomst van andere vormen van cloudcomputing. Het ontstond als oplossing voor de tekortkomingen van openbare clouds, met name zorgen over gegevenscontrole, beveiliging en netwerkprestaties. IT-afdelingen begonnen de automatisering en selfservicefuncties van de publieke cloud te implementeren in hun datacenters. Na verloop van tijd werden deze diensten geavanceerder en werd de private cloudtechnologie verfijnd om te voldoen aan de uiteenlopende behoeften van bedrijven en organisaties.

## Architectuur
De infrastructuur van een private cloudomgeving omvat over het algemeen een mix van hardware, netwerkinfrastructuur, opslag en virtualisatiesoftware.
- De hardware, vaak een cloudserver of cloudarray genoemd, bestaat uit een serverrack of een verzameling serverracks met daarin de opslag en processors waaruit de cloud bestaat.
- De virtualisatiesoftware, zoals Proxmox, Hyper-V, OpenStack of VMWare, brengt virtuele machines tot stand en houdt toezicht waarmee gebruikers communiceren.
- Voor opslag kan er gebruik gemaakt worden van een SAN of NAS of software zoals Ceph en Nutanix. Die laatste kunnen aparte servers voor data-opslag overbodig maken (Hyperconverged virtualisatie)
- De netwerkinfrastructuur verbindt de private cloud met gebruikers en kan de connectiviteit met andere lokale datacenters of clouds vergemakkelijken.

Private clouds worden meestal gebruikt door middelgrote tot grote bedrijven en organisaties. Dankzij de geconvergeerde apparatuur zijn deze ook binnen het bereik van veel kleinere organisaties gekomen. In ieder geval kunnen afnemers robuuste controle over hun gegevens krijgen, uitgebreide computerbehoeften hebben of specifieke wettelijke of nalevingsverplichtingen hebben zoals zorgorganisaties, overheidsinstanties, financiële instellingen en elk bedrijf dat grote datavolumes moet verwerken en opslaan.